# 山田勝久
山田 勝久（やまだ かつひさ、1948年8月28日 - ）は、日本の男性アニメ監督、アニメーション演出家。東京都出身。山田 健学（やまだ かつひさ）名義のペンネームがある。また、KATSUNOSUKE（Katsunosuke）名義で作詞もしている。

## 略歴
高校卒業後、昼間は版下関係のアルバイトをしながら、夜間に東京デザイナー学院ビジュアルデザイン・アニメーション科（現東京ネットウエイブ）に通う。当時の東京デザイナー学院でのアニメ科講師は、若き日の富野由悠季であった。富野より映画の基礎理論と実践を教わり、彼の影響を強く受け卒業後アニメ界をめざす。
同専門学校卒業後の1969年、東映動画の下請けをしていた「朝日フィルム」に入社し、撮影助手として『ゲゲゲの鬼太郎（1作目）』・『もーれつア太郎』・『佐武と市捕物控』・『魔法使いサリー』・『ひみつのアッコちゃん（1作目）』・『魔法のマコちゃん』・『進めや進め!スモーキー』（日米合作）などの撮影助手を担当。『佐武と市捕物控』の制作進行を担当した後、『タイガーマスク』・『原始少年リュウ』・『ゲゲゲの鬼太郎（2作目）』で演出助手を務めた。70年代に入り「朝日フィルム」は、十条のスタジオから西武池袋線東長崎駅近くに移転し、広くなったのを機に新たに作画部門を設けた。その新人募集の際に、東京デザイナー学院の後輩である、兼森義則、及川博史らが採用されている。
1972年に窪詔之に誘われる形で「トップクラフト」に入社し演出となる。以後1983年に「トップクラフト」を退社するまで合作作品を中心に活動。合作作品のないときは国内アニメも手がけた。「トップクラフト」退社前の1ヶ月あまりの間、『風の谷のナウシカ』の準備に入っていた宮崎駿と同じフロアで過ごす。この時、会社に残留し『風の谷のナウシカ』の演出助手をするか、岩田弘の誘いで『機甲創世記モスピーダ』に参加するか迷っていたが、宮崎の「演助は演助でしかない」の一言で退社を決意。退社後はフリーとして『機甲創世記モスピーダ』でチーフディレクターを務める。以降、フリーとして活動。
1987年から1992年まで「マッドハウス」で『JUNK BOY』・『妖精王』・『敵は海賊〜猫たちの饗宴〜』などを手がけるが、病気のため長期休養を余儀なくされる。
1999年からトランスアーツの外注として絵コンテを担当。

## 参加作品リスト

### 合作・テレビ向け作品
- Kid Power（ランキン・バス・プロダクション、1972年）：絵コンテ・演出
- 20,000 Leagues Under The Sea（海底二万里）（ハンナ・バーベラ・プロダクション、1972年）：演出
- The Night Before Christmass（ランキン・バス・プロダクション、1974年）：演出
- The First Easter Rabbit（ランキン・バス・プロダクション、1975年）：演出
- Frosy's Winter Wonderland（ランキン・バス・プロダクション、1976年）：絵コンテ・演出
- The Hobbit（ホビットの冒険）（ランキン・バス・プロダクション、1977年）：演出
- The Stingiest Man in Town（町一番のけちんぼう）（ランキン・バス・プロダクション、1978年）：絵コンテ・演出
- Frodo, The Hobbit II（ランキン・バス・プロダクション、1979年）：演出
- Doktor Snuggles（不思議博士の冒険） （オランダとの合作）（1979年）：絵コンテ
- The Flight of Dragons（ランキン・バス・プロダクション、1982年）：絵コンテ・演出
- Thunder Cats（1985年-87年）：絵コンテ
- ダイナ・ソーサーズ（1987年）：絵コンテ
- 聖書物語（1988-89年）：絵コンテ・演出
- Dark Water（1990-91年）：演出

### 合作・劇場用作品
- The Last Unicorn（1981年）：絵コンテ・演出

### テレビシリーズ（演出・絵コンテ）
- 科学忍者隊ガッチャマン（1973-74年）：絵コンテ・演出
- 冒険コロボックル（1973年）：絵コンテ・演出
- マジンガーZ（1974年）：絵コンテ・演出
- ジムボタン（1974-75年）：絵コンテ・演出
- みつばちマーヤの冒険（1975年）：絵コンテ・演出
- タイムボカン（1975-76年）：絵コンテ・演出
- バーバパパ（1977年）：絵コンテ
- ルパン三世 (TV第2シリーズ)（1980年）：絵コンテ・演出
- じゃりン子チエ（1982年）：演出
- 超時空要塞マクロス（1982-83年）：絵コンテ
- 子鹿物語（1982-83年）：絵コンテ・演出
- 夢の国のボタンノーズ（1982-83年）：絵コンテ・演出
- 超時空騎団サザンクロス（1984年）：絵コンテ
- コアラボーイ コッキィ（1984年）：絵コンテ
- セイシュンの食卓（1989年）：絵コンテ・演出
- YAWARA!（1989-92年）：絵コンテ・演出
- ジバクくん（1999年）：絵コンテ
- メダロット魂（2000年）：絵コンテ
- パチスロ貴族 銀（2001年）：絵コンテ
- テニスの王子様（2001年-2004年）：絵コンテ
- バンパイヤン・キッズ（2001年）：エンディングの絵コンテ
- 韋駄天翔（2004年-2005年）：絵コンテ
- ウエルベールの物語 〜Sisters of Wellber〜（2006年）：絵コンテ
- 神霊狩-GHOST HOUND-（2007年）：絵コンテ
- ワールド・デストラクション 〜世界撲滅の六人〜（2008年）：絵コンテ

### テレビシリーズ監督
- 妖怪人間ベム（パート2） （1982年）：チーフディレクター・絵コンテ・演出
- 機甲創世記モスピーダ（1983～84年）：チーフディレクター・絵コンテ
- 敵は海賊〜猫たちの饗宴〜 VOL.1～VOL.6（1989-90年）：監督・絵コンテ・総監督
- ドラゴンクエスト（1989-90年）：助監督

### OVA作品
- 機甲創世記モスピーダ LOVE, LIVE, ALIVE（1985年）：構成・絵コンテ・総監督
- アウトランダーズ（1986年）：監督・絵コンテ
- くりいむレモン 卒業アルバム・くりいむレモン名場面集（1987年）：構成・脚本・監督
- JUNK BOY（1987年）：監督・絵コンテ
- 妖精王（1988年/劇場公開あり）：監督・絵コンテ
- 銀河英雄伝説（1989年）：絵コンテ・演出
- 魔物ハンター妖子（1990年/劇場公開あり）：監督・絵コンテ
- ロードス島戦記（1990年）：絵コンテ・演出
- OZ／VOL.1-VOL.2（1992年）：監督・絵コンテ
- 魔物ハンター妖子2（1992年）：総監督
- 魔物ハンター妖子3（1993年）：脚本・総監督
- あなたが振り返るとき（1993年）：スーパー・バイザー
- 魔物ハンター妖子スーパーミュージッククリップ（1993年）：構成・総監督
- テニスの王子様OVA（2006年～2008年）：絵コンテ

### 劇場作品
- ケンタウロスの伝説(1985年/劇場未公開）：監督（総監督・絵コンテ：石井輝男）
- メガゾーン23 PART Ⅱ（1986年）：構成・絵コンテ・演出
- ガルフォース ETERNAL STORY（1985年）：絵コンテ（Cパート）
- うる星やつら いつだってマイ・ダーリン（1991年）：監督・絵コンテ

### その他
- アウトランダーズ（1986年）：シングル盤B面「Something Wonderful～ステキなことしませんか」作詞
- JUNK BOY（1987年）：挿入歌「月の涙」作詞
- 池田聡／Je Reviens ビデオクリップ集内のアニメパート（1987年）：絵コンテ
- ~宇宙とコミュニケート~Let's Talk!(瀬戸大橋博'88・NTTパビリオン「宇宙帆船NTT号」内、スペース・アドベンチャーシアターでの上映アニメ）（1988年）：構成・監督・絵コンテ
- 魔物ハンター妖子・CD（1991年）：妖子のＭＣ台本
- 魔物ハンター妖子イベント（1993年）：イベント舞台用構成・台本
- 行け!稲中卓球部（1995年）：企画書